# 5270 Какабадзе
5270 Какабадзе (5270 Kakabadze) — астероїд головного поясу, відкритий 19 травня 1979 року.
Тіссеранів параметр щодо Юпітера — 3,387.